# Едуард Генов
Едуард Генов Генов е български общественик, дългогодишен политически затворник при комунистическия режим.

## Биография
Роден е през 1946 година в София. През 1964 г. създава групата „Младежка организация за национална свобода“ заедно с Луиджи Росито и Божидар Стриков. Арестувани са, но съвсем скоро има амнистия по повод 20 години от деветосептемврийския преврат и така излизат от затвора след месец.
През септември 1968 г., когато е студент по история в Софийския университет „Климент Охридски“, протестира с Александър Димитров и Валентин Радев срещу окупацията на Чехословакия от войските на Варшавския договор. Успяват да разпространят над 200 позива със съдържание „Вън войските на марионетката Живков от ЧССР!“  Вторият лозунг е в защита на осемте руснаци, протестирали на Червения площад в Москва, и завършва с думите на Юлиус Фучик: „Хора, бдете!“. Арестувани са от ДС през октомври по донос, който според Александър Димитров е от Божидар Стриков. В първите дни на януари 1969 г. в Софийския университет партийният секретар Илчо Димитров организира комсомолско събрание, за да бъдат заклеймени и изключени от комсомола Димитров и Радев, студенти по история, а Едуард Генов, който не е член на комсомола, остава в ареста. На 6 януари е проведен Декански съвет, на който е предложено изключване на тримата от университета; смята се, по думите на декана проф. Димитър Ангелов, че „въпросът е вече напълно изяснен след събранията, които се проведоха тези дни“, въпреки че съдебният процес още не е проведен, насрочен на първа инстанция за 10 и 11 януари. Ректорът акад. Пантелей Зарев издава заповед за отстраняването им.
Едуард Генов е осъден за организиране и ръководене на „нелегална контрареволюционна група“ на 5 години затвор, намалена после на 3 години и шест месеца. По-голямата част от присъдата си излежава в Старозагорския затвор, където се запознава с Илия Минев, Григор Симов, Фреди Фосколо, Петър Бояджиев, Димитър Томов, Благой Топузлиев и други дисиденти. В затвора той получава втора присъда от още осем години за подготовка на затворнически бунт/„намерение за бягство от затвора“. Освободен е едва през 1978 година.
През 1987 г. Генов е един от подписалите открито писмо апел до Международната конференция във Виена, посветена на спазването на Хелзинкските споразумения (наричано също Апел на шестимата, подписано от седмина: Илия Минев, Цеко Цеков, Григор Симов, Едуард Генов, Стефан Савовски, Минка и Божидар Статеви). Призовава се форумът да не приключва „преди да бъдат осигурени най-елементарните човешки права за всички европейски народи”. Всички, с изключение на Минка Статева, са арестувани и месеци наред разпитвани в Главното следствено управление.
На 16 януари 1988 г. е сред основателите на Независимото дружество за защита правата на човека. На 6 юни 1988 г. е арестуван и интерниран в село Михалково, а през октомври е експулсиран от страната и се установява в Сан Франциско в САЩ. Продължава да говори по западните радиостанции и да подкрепя акциите на Независимото дружество до падането на Тодор Живков.
Едуард Генов умира на 16 декември 2009 г. от инфаркт.

## Отличия и почит
Посмъртно е отличен с наградата на Чешкия сенат за последователна защита на човешките права, както и със словашкия държавен орден „Бял двоен кръст“.
Конференция по повод 50 години от събитията от 1969 г. е организирана на 11 януари 2019 г. в Софийския университет „Св. Климент Охридски“ от инициативен комитет от историци. Присъстват представители на Чехия и Словакия, но ректорът на СУ проф. Анастас Герджиков, заместниците му и деканът на Историческия факултет доц. Тодор Попнеделев отсъстват.
През 2016 г. режисьорката Анна Петкова създава пълнометражния филм „Агресията“ за България по времето на Пражката пролет и за тримата студенти.
На Едуард Генов е наречена улица в жилищен комплекс „Малинова долина“ в София (Карта).